# Алангиум платанолистный
Алангиум платанолистный (лат. Alangium platanifolium) — вид растений рода Алангиум (Alangium) семейства Кизиловые (Cornaceae).

## Ботаническое описание
Листопадный кустарник, до 3 м высотой.
Плод — костянка, в начале созревания белая, затем синеет, зрелая — тёмно-фиолетовая, при высыхании чёрная. Цветение в первой половине июля, плодоношение — в августе.

## Распространение
В природе ареал вида охватывает Россию (Приморский край), Японию, Корею, Тайвань и Китай (провинции Ганьсу, Гуйчжоу, Хэбэй, Хэнань, Хубэй, Цзянси, Гирин, Ляонин, Шэньси, Шаньдун, Шаньси, Сычуань, Юньнань (северо-восток), Чжэцзян).

## Синонимы
- Alangium macrophyllum (Siebold & Zucc.) Harms (1898)
- Alangium sinicum (Nakai) S.Y.Hu, Spongberg & Z.Cheng (1983)
- Karangolum platanifolium (Siebold & Zucc.) Kuntze (1891)
- Marlea macrophylla Siebold & Zucc. (1845)
- Marlea platanifolia Siebold & Zucc. (1845)basionym
- Marlea sinica Nakai (1928)